# Skład Kancelarii Prezydenta Bronisława Komorowskiego
Kancelaria Prezydenta Bronisława Komorowskiego
Szef Kancelarii Prezydenta
- Jacek Michałowski – szef Kancelarii Prezydenta od 7 lipca 2010 do 5 sierpnia 2015, sekretarz stanu w Kancelarii Prezydenta od 10 kwietnia 2010 do 5 sierpnia 2015

Zastępcy szefa Kancelarii Prezydenta
- Dariusz Młotkiewicz – zastępca szefa Kancelarii Prezydenta od 5 września 2013 do 5 sierpnia 2015, sekretarz stanu ds. logistyki, administracji i finansów od 1 sierpnia 2010 do 5 sierpnia 2015
- Sławomir Rybicki – zastępca szefa Kancelarii Prezydenta od 5 września 2013 do 5 sierpnia 2015, sekretarz stanu ds. kontaktów z Rządem, Parlamentem i partiami politycznymi od 17 stycznia 2012 do 5 sierpnia 2015 oraz ds. nadzoru i koordynacji całości spraw krajowych od 5 września 2013 do 5 sierpnia 2015

Szef Gabinetu Prezydenta
- Paweł Lisiewicz – szef Gabinetu Prezydenta od 5 września 2013 do 5 sierpnia 2015

Sekretarze stanu
- generał brygady Stanisław Koziej – szef BBN i sekretarz stanu od 13 kwietnia 2010 do 5 sierpnia 2015
- Krzysztof Łaszkiewicz – sekretarz stanu ds. prawno-ustrojowych od 30 września 2010 do 5 sierpnia 2015
- Olgierd Dziekoński – sekretarz stanu od 7 października 2010 do 5 sierpnia 2015
- Irena Wóycicka – sekretarz stanu ds. społecznych i polityki rodzinnej od 5 września 2013 do 5 sierpnia 2015

Podsekretarze stanu
- Jaromir Sokołowski – podsekretarz stanu ds. polityki zagranicznej od 12 lipca 2010 do 5 sierpnia 2015
- Maciej Klimczak – podsekretarz stanu ds. twórczości, dziedzictwa i kultury od 18 marca 2011 do 5 sierpnia 2015

Doradcy Prezydenta
- Doradcy etatowi
  - Jerzy Smoliński – doradca prezydenta ds. medialnych i wizerunku głowy państwa od 22 września 2010 do 5 sierpnia 2015
  - Tomasz Nałęcz – doradca prezydenta ds. historii i dziedzictwa narodowego od 27 września 2010 do 5 sierpnia 2015
  - Roman Kuźniar – doradca prezydenta ds. zagranicznej polityki bezpieczeństwa od 1 października 2010 do 5 sierpnia 2015
  - Jan Lityński – doradca prezydenta ds. kontaktów z partiami i środowiskami politycznymi od 12 października 2010 do 5 sierpnia 2015
  - Henryk Wujec – doradca prezydenta ds. społecznych od 12 października 2010 do 5 sierpnia 2015
  - Jerzy Pruski – doradca prezydenta ds. ekonomicznych od 10 marca 2014 do 5 sierpnia 2015
- Doradcy społeczni
  - Tomasz Borecki – doradca społeczny prezydenta ds. wsi od 29 września 2010 do 5 sierpnia 2015
  - Paweł Swianiewicz – doradca społeczny prezydenta ds. samorządu od 7 października 2010 do 5 sierpnia 2015
  - Maciej Żylicz – doradca społeczny prezydenta od 3 listopada 2010 do 5 sierpnia 2015
  - Maciej Piróg – doradca społeczny prezydenta ds. zdrowia od 15 grudnia 2010 do 5 sierpnia 2015
  - Joanna Staręga-Piasek – doradca społeczny prezydenta od 2011 do 5 sierpnia 2015
  - Szymon Gutkowski – doradca społeczny prezydenta od 27 czerwca 2011 do 5 sierpnia 2015
  - Marcin Mroszczak – doradca społeczny prezydenta od 27 czerwca 2011 do 5 sierpnia 2015
  - Krzysztof Król – doradca społeczny prezydenta od 29 czerwca 2011 do 5 sierpnia 2015
  - Krzysztof Obłój – doradca społeczny prezydenta od listopada 2012 do 5 sierpnia 2015

p.o. Szefa Kancelarii Prezydenta
- Jacek Michałowski – p.o. szefa Kancelarii Prezydenta od 10 kwietnia 2010 do 7 lipca 2010

Były sekretarz stanu
- Sławomir Nowak – sekretarz stanu ds. kontaktów z Rządem i Parlamentem od 29 września 2010 do 25 października 2011

Była podsekretarz stanu
- Irena Wóycicka – podsekretarz stanu ds. społecznych od 18 października 2010 do 5 września 2013

Były doradca etatowy
- Tadeusz Mazowiecki – doradca prezydenta ds. polityki krajowej i międzynarodowej od 12 października 2010 do 28 października 2013

Byli doradcy społeczni
- Michał Kulesza – doradca społeczny prezydenta ds. samorządu od 7 października 2010 do 13 stycznia 2013
- Jerzy Osiatyński – doradca społeczny prezydenta ds. ekonomicznych od 12 października 2010 do 20 grudnia 2013
- Jerzy Pruski – doradca społeczny prezydenta ds. ekonomicznych od 12 października 2010 do 10 marca 2014
- Aleksander Sosna – doradca społeczny prezydenta ds. społeczności prawosławnej i mniejszości białoruskiej w Polsce od 13 grudnia 2010 do 27 czerwca 2014
- Jarosław Neneman – doradca społeczny prezydenta ds. samorządu od 7 października 2010 do 19 listopada 2014
- Jerzy Regulski – doradca społeczny prezydenta ds. samorządu od 7 października 2010 do 12 lutego 2015